# Lepactis squamosa
Lepactis squamosa is een zeeanemonensoort. De wetenschappelijke naam van de soort werd voor het eerst geldig gepubliceerd in 1789 door Jean Guillaume Bruguière.